# Bruce Thomas
Bruce Thomas est un acteur américain.
Il est né le 17 mai 1961 aux États-Unis.

## Filmographie
- 1992 : Evil Dead 3 (Army of Darkness) de Sam Raimi : Mini-Ash no 3
- 1993 : Something Else : Max
- 1995 : Ellen : Mike Lyons (série télévisée - 1 épisode)
- 1995 : La Force du destin (All My Children) : Dr Jonathan Kinder (feuilleton télévisé - 1 épisode)
- 1995 : Models Inc. : Trevor Winslow (série télévisée - 1 épisode)
- 1996 : The John Larroquette Show : David (série télévisée - 1 épisode)
- 1997 : Wings : Tom (série télévisée - 1 épisode)
- 1998 : Beverly Hills 90210 : Carl Schmidt (série télévisée - 4 épisodes)
- 1998 : Les Secrets d'une femme de chambre (Secrets of a Charbermaid) : Bruce
- 1999 : Providence : Beau Tucker (série télévisée - 1 épisode)
- 2000 : Treize jours (Thirteen Days) : Floyd
- 2000 : Port Charles : Dr. Joshua Locke (série télévisée - 1 épisode)
- 2000 : Amour, Gloire et Beauté (The Bold and the Beautiful) : Trevor McEvoy (Soap opera - 3 épisodes)
- 2001 : La Revanche d'une blonde (Legally Blonde) : livreur
- 2001 : Diagnostic : Meurtre (Diagnosis Murder) : Gene Trent (série télévisée - 1 épisode)
- 2002 : Les Anges de la nuit (Birds of Prey) : Batman (série télévisée - 2 épisodes)
- 2003 : La blonde contre-attaque (Legally Blonde 2: Red, White & Blonde) : livreur
- 2004 : Un fiancé pour Noël (A Boyfriend for Christmas) : Ted Howell (téléfilm)
- 2004 : Amour impossible (Life on Libertety Street) : Mitch (téléfilm)
- 2004 : Star Trek : Enterprise : soldat reptilien
- 2004 : La Saveur du grand amour (Juste Desserts) : Jim (téléfilm)
- 2006 - 2009 : Kyle XY : Stephen Trager (série télévisée)
- 2006 : Weeds : père de Megan (série télévisée - 1 épisode)
- 2006 : Escape : Homme emotif (court métrage)
- 2006 : DOS : Division des opérations spéciales (E-Ring) : Dr Wolfe (série télévisée - 1 épisode)
- 2007 : Babysitter Wanted : Jim Stanton
- 2007 : Closing Escrow : Peter
- 2008 : Bones : JP (série télévisée - 1 épisode (épisode 7, saison 4))
- 2008 : Desperate Housewives : Peter Hickey (série télévisée)
- 2009 : Les Experts : Miami : Roger Lansing  (série télévisée - 1 épisode (épisode 17, saison 7)
- 2011 : Bon à tirer (B.A.T.) (Hall Pass) de Bobby et Peter Farrelly : Rick Coleman
- 2013 : L'Arène (Raze) de Josh C. Waller : Kurtz
- 2014 : Baby Daddy: Jim, le père de Brad (saison 3)
- 2016 : NCIS : Enquêtes spéciales : Richard Porter (ex-mari de la Secrétaire de la Navy Sarah Porter)
- 2017 : Shockwave : Pierce
- 2017 : Bitch de Marianna Palka : dr. Lindenwell
- 2017 : Un mariage sous la neige (A Family for the Holidays) de Jake Helgren :Holden Pierce

- 2020 : Call of Duty: Black Ops Cold War Russell Adler